# Thunbergia gregorii
Thunbergia gregorii é uma espécie de planta com flor pertencente à família Acanthaceae.
A autoridade científica da espécie é S. Moore, tendo sido publicada em Journal of Botany, British and Foreign 32: 130. 1894.

## Moçambique
Trata-se de uma espécie presente no território moçambicano.
Em termos de naturalidade trata-se de uma espécie nativa..